# 依色林
依色林（也译为：冰素，开发代号：AG-3-5）是一种人工合成的离子通道TRPM8的超级激动剂，化学式为C16H13N3O4，其产生冷觉的能力约为薄荷醇的两百倍。